# Romanian Open 2008 - Qualificazioni singolare
Le qualificazioni del singolare del Romanian Open 2008 sono state un torneo di tennis preliminare per accedere alla fase finale della manifestazione. I vincitori dell'ultimo turno sono entrati di diritto nel tabellone principale. In caso di ritiro di uno o più giocatori aventi diritto a questi sono subentrati i lucky loser, ossia i giocatori che hanno perso nell'ultimo turno ma che avevano una classifica più alta rispetto agli altri partecipanti che avevano comunque perso nel turno finale.
Le qualificazioni del torneo prevedevano 31 partecipanti di cui 4 sono entrati nel tabellone principale.

## Teste di serie
1. Pablo Andújar (Qualificato)
2. Filippo Volandri (ultimo turno)
3. Alberto Martín (Qualificato)
4. Rubén Ramírez Hidalgo (Qualificato)

1. Diego Hartfield (ultimo turno)
2. Adrian Ungur (secondo turno)
3. Laurent Recouderc (ultimo turno)
4. Somdev Devvarman (Qualificato)

## Qualificati
1. Pablo Andújar
2. Somdev Devvarman

1. Alberto Martín
2. Rubén Ramírez Hidalgo

## Tabellone

### Legenda
| - Q = Qualificato - WC = Wild card - LL = Lucky loser | - ALT = Alternate - SE = Special Exempt - PR = Protected Ranking | - w/o = Walkover - r = Ritirato - d = Squalificato |

### Sezione 1
|  | Primo turno           | Primo turno             | Primo turno             | Primo turno | Primo turno |  |  | Secondo turno | Secondo turno         | Secondo turno         | Secondo turno     | Secondo turno     |   |   | Ultimo turno | Ultimo turno  | Ultimo turno  | Ultimo turno | Ultimo turno |  |
|  |                       |                         |                         |             |             |  |  |               |                       |                       |                   |                   |   |   |              |               |               |              |              |  |
|  |                       |                         |                         |             |             |  |  |               |                       |                       |                   |                   |   |   |              |               |               |              |              |  |
|  |                       |                         |                         |             |             |  |  | 1             | Pablo Andújar         | Pablo Andújar         | 6                 | 6                 |   |   |              |               |               |              |              |  |
|  | Ervin Eleskovic       | Ervin Eleskovic         | 6                       | 4           | 6           |  |  |               | Ervin Eleskovic       | Ervin Eleskovic       | 2                 | 0                 |   |   |              |               |               |              |              |  |
|  | Alexandru-Raul Lazar  | Alexandru-Raul Lazar    | 4                       | 6           | 4           |  |  |               |                       |                       |                   |                   |   |   | 1            | Pablo Andújar | Pablo Andújar | 6            | 6            |  |
|  | Juan-Martín Aranguren | Juan-Martín Aranguren   | Juan-Martín Aranguren   | 6           | 6           |  |  |               |                       | 7                     | Laurent Recouderc | Laurent Recouderc | 2 | 3 |              |               |               |              |              |  |
|  | Marcel-Ioan Miron     | Marcel-Ioan Miron       | Marcel-Ioan Miron       | 3           | 4           |  |  |               | Juan-Martín Aranguren | Juan-Martín Aranguren | 3                 | 4                 |   |   |              |               |               |              |              |  |
|  | 7                     | Laurent Recouderc       | Laurent Recouderc       | 6           | 6           |  |  | 7             | Laurent Recouderc     | Laurent Recouderc     | 6                 | 6                 |   |   |              |               |               |              |              |  |
|  |                       | Alexandru-Daniel Carpen | Alexandru-Daniel Carpen | 2           | 2           |  |  |               |                       |                       |                   |                   |   |   |              |               |               |              |              |  |

### Sezione 2
|  | Primo turno         | Primo turno         | Primo turno      | Primo turno    | Primo turno |  |  | Secondo turno | Secondo turno    | Secondo turno    | Secondo turno    | Secondo turno |   |   | Ultimo turno | Ultimo turno     | Ultimo turno | Ultimo turno | Ultimo turno |  |
|  |                     |                     |                  |                |             |  |  |               |                  |                  |                  |               |   |   |              |                  |              |              |              |  |
|  | 2                   | Filippo Volandri    | Filippo Volandri | 7              | 7           |  |  |               |                  |                  |                  |               |   |   |              |                  |              |              |              |  |
|  |                     | Robert Varga        | Robert Varga     | 5              | 5           |  |  | 2             | Filippo Volandri | Filippo Volandri | 6                | 6             |   |   |              |                  |              |              |              |  |
|  | Valentin Mihai      | Valentin Mihai      | Valentin Mihai   | Valentin Mihai | W-O         |  |  |               | Valentin Mihai   | Valentin Mihai   | 1                | 1             |   |   |              |                  |              |              |              |  |
|  | Todd Perry          | Todd Perry          | Todd Perry       | Todd Perry     |             |  |  |               |                  |                  |                  |               |   |   | 2            | Filippo Volandri | 3            | 6            | 3            |  |
|  | Florin Mergea       | Florin Mergea       | 2                | 6              | 6           |  |  |               |                  | 8                | Somdev Devvarman | 6             | 4 | 6 |              |                  |              |              |              |  |
|  | Ioan Calin Moldovan | Ioan Calin Moldovan | 6                | 3              | 4           |  |  |               | Florin Mergea    | Florin Mergea    | 1                | 2             |   |   |              |                  |              |              |              |  |
|  | 8                   | Somdev Devvarman    | Somdev Devvarman | 6              | 6           |  |  | 8             | Somdev Devvarman | Somdev Devvarman | 6                | 6             |   |   |              |                  |              |              |              |  |
|  |                     | Bogdan Andrii       | Bogdan Andrii    | 0              | 1           |  |  |               |                  |                  |                  |               |   |   |              |                  |              |              |              |  |

### Sezione 3
|  | Primo turno             | Primo turno             | Primo turno             | Primo turno | Primo turno |  |  | Secondo turno | Secondo turno          | Secondo turno          | Secondo turno   | Secondo turno |   |    | Ultimo turno | Ultimo turno   | Ultimo turno | Ultimo turno | Ultimo turno |  |
|  |                         |                         |                         |             |             |  |  |               |                        |                        |                 |               |   |    |              |                |              |              |              |  |
|  | 3                       | Alberto Martín          | Alberto Martín          | 6           | 6           |  |  |               |                        |                        |                 |               |   |    |              |                |              |              |              |  |
|  |                         | Gabriel Moraru          | Gabriel Moraru          | 4           | 2           |  |  | 3             | Alberto Martín         | Alberto Martín         | 6               | 6             |   |    |              |                |              |              |              |  |
|  | Victor Ioniță           | Victor Ioniță           | Victor Ioniță           | 6           | 6           |  |  |               | Victor Ioniță          | Victor Ioniță          | 3               | 4             |   |    |              |                |              |              |              |  |
|  | Laurentiu-Antoniu Erlic | Laurentiu-Antoniu Erlic | Laurentiu-Antoniu Erlic | 1           | 3           |  |  |               |                        |                        |                 |               |   |    | 3            | Alberto Martín | 65           | 6            | 3            |  |
|  | Artemon Apostu-Efremov  | Artemon Apostu-Efremov  | Artemon Apostu-Efremov  | 6           | 7           |  |  |               |                        | 5                      | Diego Hartfield | 7             | 4 | 0r |              |                |              |              |              |  |
|  | Marius Copil            | Marius Copil            | Marius Copil            | 4           | 5           |  |  |               | Artemon Apostu-Efremov | Artemon Apostu-Efremov | 4               | 3             |   |    |              |                |              |              |              |  |
|  | 5                       | Diego Hartfield         | Diego Hartfield         | 6           | 6           |  |  | 5             | Diego Hartfield        | Diego Hartfield        | 6               | 6             |   |    |              |                |              |              |              |  |
|  |                         | Michael Ryderstedt      | Michael Ryderstedt      | 4           | 1           |  |  |               |                        |                        |                 |               |   |    |              |                |              |              |              |  |

### Sezione 4
|  | Primo turno           | Primo turno             | Primo turno             | Primo turno           | Primo turno |  |  | Secondo turno | Secondo turno         | Secondo turno         | Secondo turno         | Secondo turno |    |    | Ultimo turno | Ultimo turno          | Ultimo turno | Ultimo turno | Ultimo turno |  |
|  |                       |                         |                         |                       |             |  |  |               |                       |                       |                       |               |    |    |              |                       |              |              |              |  |
|  | 4                     | Rubén Ramírez Hidalgo   | Rubén Ramírez Hidalgo   | Rubén Ramírez Hidalgo | W-O         |  |  |               |                       |                       |                       |               |    |    |              |                       |              |              |              |  |
|  |                       | Luca Vanni              | Luca Vanni              | Luca Vanni            |             |  |  | 4             | Rubén Ramírez Hidalgo | Rubén Ramírez Hidalgo | 6                     | 6             |    |    |              |                       |              |              |              |  |
|  | Ilie-Aurelian Giurgiu | Ilie-Aurelian Giurgiu   | Ilie-Aurelian Giurgiu   | 7                     | 6           |  |  |               | Ilie-Aurelian Giurgiu | Ilie-Aurelian Giurgiu | 0                     | 2             |    |    |              |                       |              |              |              |  |
|  | Jeroen Masson         | Jeroen Masson           | Jeroen Masson           | 5                     | 1           |  |  |               |                       |                       |                       |               |    |    | 4            | Rubén Ramírez Hidalgo | 3            | 7            | 4            |  |
|  | Teodor-Dacian Craciun | Teodor-Dacian Craciun   | Teodor-Dacian Craciun   | 6                     | 6           |  |  |               |                       |                       | Teodor-Dacian Craciun | 6             | 63 | 0r |              |                       |              |              |              |  |
|  | Jim Thomas            | Jim Thomas              | Jim Thomas              | 0                     | 2           |  |  |               | Teodor-Dacian Craciun | Teodor-Dacian Craciun | 7                     | 6             |    |    |              |                       |              |              |              |  |
|  | 6                     | Adrian Ungur            | Adrian Ungur            | 7                     | 6           |  |  | 6             | Adrian Ungur          | Adrian Ungur          | 5                     | 3             |    |    |              |                       |              |              |              |  |
|  |                       | Petru-Alexandru Luncanu | Petru-Alexandru Luncanu | 5                     | 3           |  |  |               |                       |                       |                       |               |    |    |              |                       |              |              |              |  |